# Ludwika z Saksonii-Gothy-Altenburga (1800–1831)
Luisa Dorota Paulina Charlotta Fryderyka Augusta (ur. 21 grudnia 1800 w Gocie, zm. 30 sierpnia 1831 w Paryżu) – księżna Saksonii-Coburga-Saalfeld.
Luiza urodziła się w Gocie jako jedyna córka Augusta, księcia Sachsen-Gotha-Altenburg, i jego pierwszej żony Luizy Charlotty Mecklenburg-Schwerin, córki Fryderyka Franciszka I, wielkiego księcia Mecklenburg-Schwerin, i Luizy Sachsen-Gotha (jej imienniczki).
31 lipca 1817 w Gocie Luiza wyszła za mąż za swojego krewnego Ernesta I Sachsen-Coburg-Saalfeld. Z małżeństwa pochodziło dwoje dzieci:
- książę Ernest II z Saksonii-Coburg-Saalfeld (ur. 21 czerwca 1818, zm. 22 sierpnia 1893) – książę Saksonii-Coburga-Gothy,
- książę Albert (ur. 26 sierpnia 1819, zm. 14 grudnia 1861) – mąż Wiktorii, królowej Wielkiej Brytanii.

Małżeństwo Luizy było nieszczęśliwe z powodu niewierności Ernesta. Para była w separacji od 1824. Luiza została zmuszona do opuszczenia swych dwóch synów i została pozbawiona wszelkiego kontaktu z nimi, co było powodem wielkich cierpień księżnej.
31 marca 1826 małżeństwo Luizy zostało oficjalnie zakończone. 18 października 1826 Luiza potajemnie wzięła ślub ze swoim kochankiem Aleksandrem Hansteinem (późniejszym hrabią Pölzig i Beiersdrof). Żyła szczęśliwie w St. Wendel do lutego 1831, kiedy jej sekretne małżeństwo zostało odkryte i straciła już na stałe możliwość widywania się z dziećmi.
Księżna Luiza zmarła na raka macicy, mając zaledwie 30 lat.